# Ясли (звёздное скопление)
Ясли (лат. Praesepe), Скопление Улей, M 44, NGC 2632, OCL 507 — рассеянное звёздное скопление в созвездии Рака. Скопление имеет видимую звёздную величину +3,7m и видно невооружённым глазом, поэтому известно с древности и популярно среди астрономов-любителей. Ясли — одно из ближайших звёздных скоплений к Земле, и оно, предположительно, имеет общее происхождение с Гиадами. У звёзд скопления обнаружено несколько экзопланет.

## Характеристики
Ясли — рассеянное звёздное скопление, наблюдаемое в созвездии Рака и удалённое от Земли, по разным оценкам, на 550—600 световых лет, что делает его одним из самых близких к Земле. Его диаметр составляет 25—30 световых лет, следовательно, видимый угловой размер — около 1,5°. Видимая звёздная величина скопления составляет +3,7m.
В скоплении содержится 1010 звёзд общей массой около 500 M⊙; у них наблюдается сегрегация масс. Примечательны звёзды TX Рака — затменно-двойная звезда и Эпсилон Рака — звезда класса A с сильными линиями металлов. Эпсилон Рака также является ярчайшей звездой скопления с видимой звёздной величиной +6,3m. На 2020 год в скоплении открыто 6 экзопланет — из всех известных они являются одними из самых молодых.
69 % звёзд скопления относятся к спектральному классу M, 16 % — к классу K. 7 % звёзд имеют класс G, остальные 8 % — классы A и F. Большинство звёзд находится на главной последовательности, но некоторые уже сошли с неё: среди них — переменные типа Дельты Щита и белые карлики, а также 5 красных гигантов. Также в скоплении известно несколько голубых отставших звёзд.
Возраст Яслей оценивается от 600 до 800 миллионов лет. Рассеянное звёздное скопление Гиады имеет примерно такой же возраст, и, кроме того, движения этих двух скоплений близки. Поэтому, предположительно, Ясли и Гиады, хотя сейчас и удалены друг от друга на сотни световых лет, образовались из одного молекулярного облака, на данный момент уже не существующего. С другой стороны, между звёздами скоплений есть и отличия: например, среди звёзд Яслей значительно реже встречаются излучающие в рентгеновском диапазоне, чем среди звёзд Гиад. Кроме того, звёзды этих двух скоплений имеют разное распределение по массам.

## История изучения
Благодаря тому, что скопление видно невооружённым глазом на достаточно тёмном небе, оно известно с древности. Первое сохранившееся упоминание Яслей оставил Арат из Сол в 260 году до нашей эры, однако с учётом того, что сочинения Арата основывались на ныне утерянных записях Евдокса Книдского, вероятнее всего, ещё Евдоксу в IV веке до нашей эры скопление было известно. В греческой, а затем и римской мифологии скопление ассоциировалось с кормушкой, из которой едят ослы — звёзды Гамма и Дельта Рака.
Из-за того, что даже самые яркие звёзды скопления слишком тусклы для наблюдения невооружённым глазом, долгое время Ясли считались туманным объектом. В частности, в каталогах Гиппарха II века до нашей эры и Иоганна Байера на рубеже XVI—XVII веков Ясли отмечены как туманности. В каталоге Байера обозначение «Эпсилон Рака» первоначально относилось ко всей туманности.
Первым, кто определил, что Ясли на самом деле состоят из множества звёзд, был Галилео Галилей. В 1609 году он наблюдал скопление с помощью телескопа и обнаружил в нём более 40 звёзд. Вскоре после него скопление наблюдали и другие астрономы, также заметившие множество звёзд, например, Джованни Баттиста Годиерна и Симон Мариус.
В 1769 году Шарль Мессье, занимавшийся поиском комет, составлял каталог туманных объектов, которые можно было перепутать с кометами — Ясли вошли в него под номером 44. Хотя большинство объектов этого каталога достаточно тусклые, Ясли и ещё три объекта (две части Туманности Ориона и Плеяды) заметно ярче остальных и были хорошо известны астрономам. В первой редакции каталога, содержавшей 45 объектов, эти объекты шли последними, и поэтому, предположительно, Мессье внёс их в каталог, чтобы тот содержал больше объектов, чем каталог его конкурента — Никола Луи де Лакайля.
В 2012 году у двух звёзд скопления было открыто по одной экзопланете: Pr0201 b и Pr0211 b. Эти планеты стали первыми открытыми у звёзд главной последовательности, принадлежащих рассеянному звёздному скоплению; до этого в рассеянных скоплениях были известны только планеты у звёзд-гигантов.

## Наблюдения
Благодаря своей яркости, Ясли — популярный объект для наблюдения среди астрономов-любителей. Скопление наблюдается в созвездии Рака и находится приблизительно между Гаммой и Дельтой Рака, видимыми невооружённым глазом. Лучшее время для наблюдения — с февраля по май.
Невооружённым глазом отдельные звёзды скопления видны только при очень хорошем зрении и условиях наблюдения, поэтому обычно оно выглядит как туманное пятно круглой формы. Однако уже при использовании небольшого бинокля видны отдельные звёзды, а при использовании телескопа с диаметром объектива от 100 мм видно более сотни звёзд. Кроме того, становятся заметны различные цвета звёзд: звёзды главной последовательности имеют голубоватый оттенок, а звёзды-гиганты — желтоватый.
Благодаря близости скопления к эклиптике, иногда можно наблюдать прохождения планет и Луны по скоплению.